# Joseph M. Scriven
Joseph Medlicott Scriven (10. září 1819 Banbridge – 10. srpna 1886 Port Hope, jezero Ontario, Kanada) byl irsko-kanadským učitelem, kazatelem a básníkem. Je autorem textu písně „What a friend we have in Jesus“. Tento světoznámý hymnus byl přeložen do mnoha jazyků a je nejoblíbenější písní v Kanadě.

## Život
Joseph Medlicott Scriven byl druhým synem irského námořního důstojníka Jamese Scrivena a jeho manželky Jane Medlicottové. Měl tři bratry a dvě sestry, rodina byla považována za bohatou. V šestnácti letech začal studovat na Trinity College v Dublinu, ale skončil po necelých dvou letech bez titulu. V roce 1837 přešel na Addiscombe Military College poblíž Londýna, aby se připravil na vojenskou misii v Indii. Ze zdravotních důvodů po dvou letech vojenský výcvik ukončil a vrátil se na Trinity College, kterou dokončil v roce 1842, kdy se stal bakalářem umění. Krátce poté se Scriven zasnoubil, ale večer před plánovanou svatbou došlo k nehodě, při níž se jeho snoubenka utopila v řece. Scriven se připojil k hnutí „Plymouthských bratrů“, které vzniklo v prvních desetiletích 19. století a mělo svůj původ v Dublinu. Od roku 1832 se tato skupina, jejíž sídlo se přesunulo do Plymouthu v jižní Anglii, začala vnímat jako křesťanské sdružení a její stoupenci cestovali po celém Irsku i Anglii. Od smrti své snoubenky nešťastný J. Scriven odplul v roce 1845 do Kanady. Jeho prvním bydlištěm se stal Woodstock v Ontariu, kde se znovu připojil k bratrskému hnutí. Ve Woodstocku, v Brantfordu i v Bewdley poblíž Port Hope, kde se usadil později, se živil jako učitel. Kromě vyučování kázal i na veřejných křesťanských shromážděních – nejenže kázal, ale snažil se žít podle Ježíšova učení z Kázání na hoře. Scriven byl filantrop a hluboce věřící křesťan, který rozdával peníze i oblečení nemajetným lidem – bez obav o svou budoucnost. V oblasti Port Hope byl oblíbený, někteří lidé ho považovali za výstředního. Joseph M. Scriven se dne 10. srpna 1886, ve věku 66 let, utopil v kanadském jezeře Ontario. Není jasné, zda šlo o nešťastnou náhodu či sebevraždu.

## Dílo
Joseph Medlicott Scriven v roce 1869 publikoval sbírku svých 115 básní pod názvem „Hymns and other verses“. Tato sbírka neobsahovala text pozdější písně „What a Friend We Have in Jesus“. Báseň nebyla původně určena pro veřejnost, byla napsána v roce 1855 pro povzbuzení jeho vážně nemocné matky s titulem „Pray Without Ceasing“ (Modli se bez přestání). Báseň přejmenoval a zhudebnil Charles Crozat Converse (1832–1918), vynikající hudebník a skladatel, jehož díla bývala hrána nejlepšími americkými orchestry. Píseň se stala mezinárodním chvalozpěvem evangelikálního křesťanství. Je nejoblíbenější kanadskou písní. Do češtiny byla přeložena J. Bašteckým pod názvem „Ó, jak vzácné štěstí“; do zpěvníku CČSH je zařazena pod číslem 148.

## Ocenění
V rodišti Josepha M. Scrivena, v Banbridge, jsou v kostele Nejsvětější Trojice dvě okna z olovnatého skla, která mají připomínat tohoto básníka. Jedná se o dílo studentky Louise McClann, okna pocházejí z roku 2002. Památná zahrada věnovaná tomuto básníkovi se nachází na Downshire Place, rovněž v Banbridge.